# Список людей на почтовых марках Бутана

Список людей на почтовых марках Бутана составлен в хронологическом порядке, то есть по году выпуска первых бутанских почтовых марок, посвящённых данной личности, начиная с 1965 года.
Королевство Бутан выпускает почтовые марки с 1962 года. На них были запечатлены следующие люди:
- Уинстон Черчилль, премьер-министр Великобритании — 1965, 1982[1].
- Джигме Дорджи Вангчук, король Бутана — 1966.
- Махатма Ганди, индийский борец за независимость — 1969, 1972, 1998.
- Джон Ф. Кеннеди, президент США — 1972, 2002.
- Джигме Сингье Вангчук, король Бутана — 1974[2], 1976[3][4].
- Роуленд Хилл, британский реформатор почты, «отец» почтовой марки — 1980.
- Чарльз, принц Уэльский, наследник британского престола — 1981[5], 1982[6].
- Диана, принцесса Уэльская, жена наследника британского престола — 1981[5], 1982[6], 2003.
- Роберт Бейден-Пауэлл, основатель скаутского движения — 1982.
- Уильям (принц Великобритании), член британской королевской семьи — 1982[7], 1984.
- Франклин Рузвельт, президент США — 1982[8].
- Джордж Вашингтон, президент США — 1982[8].
- Иосиф Сталин, председатель Совета министров СССР — 1982[1].
- Джон Джеймс Одюбон, орнитолог — 1985.
- Братья Гримм, немецкие фольклористы и писатели — 1985.
- Марк Твен, американский писатель — 1985.
- Мать Тереза, католическая монахиня — 1998.
- Альберт Эйнштейн, физик — 2000.
- Елизавета II, 12-я королева Великобритании — 2002.
- Элвис Пресли, американский певец — 2003.